# Emma Hess
Emma Hess (* 23. Juli 1842 in Enge, heute Gemeinde Zürich; † 7. Mai 1928 in Zürich; heimatberechtigt ebenda) war eine Schweizer Sozialreformerin und Frauenrechtlerin aus dem Kanton Zürich.

## Leben
Emma Hess war eine Tochter von Emanuel Hess, Gutsbesitzer, und Elisabeth Maler. Sie wuchs in Zürich-Enge auf. Nach einem Aufenthalt in der Westschweiz leitete sie den väterlichen Haushalt.
Nach dem Tod des pflegebedürftigen Vaters im Jahr 1883 befasste sich Hess mit der Sittenreform. Sie war 1887 Mitbegründerin des Zürcher Frauenbundes zur Hebung der Sittlichkeit. Im Jahr 1895 errichtete sie ein Heim für ledige junge Frauen und nahm 1897 an der Abstimmungskampagne für ein Bordellverbot in Zürich teil. Als Spezialistin in Rechtsfragen war Hess massgeblich an der Ausarbeitung von Eingaben zum Schweizerischen Zivilgesetzbuch und zum Strafrecht beteiligt. Sie initiierte 1921 eine in der Frauenbewegung breit abgestützte Petition gegen den Frauen- und Kinderhandel und referierte noch 1926 vor der nationalrätlichen Strafrechtskommission.